# Loch of the Lowes (Perth and Kinross)
Loch of the Lowes, auch Loch of Lowes, ist ein Süßwassersee in den schottischen Highlands. Der See liegt in der Council Area Perth and Kinross in der Nähe der Kleinstadt Dunkeld. 
Loch of the Lowes ist circa 1,55 km lang und 840 m breit. Die Wasseroberfläche umfasst knapp 1 km². Der See und das umliegende Gelände sind ein Naturschutzgebiet, das von seltenen Vogelarten wie z. B. dem Fischadler als Brutplatz genutzt wird. Darüber hinaus dient der See Zugvögeln – insbesondere Graugänsen – als Rastplatz. Das Gelände um den See ist reich an Damhirschen und an Rehen. Loch of the Lowes ist nur über Nebenstraßen von der A923 aus zu erreichen. Rund zwei Kilometer südöstlich des Sees befindet sich die Steinreihe auf der East Cult Farm.